# Дадаян, Степан Вагаршакович
Степан Вагаршакович Дадаян (арм. Ստեփան Վաղարշակի Դադայան; род. 24 марта 1947, Шуша, Нагорно-Карабахская автономная область) — историк и государственный деятель непризнанной Нагорно-Карабахской Республики (НКР), ректор Арцахского государственного университета (2008—2013). Кандидат исторических наук, профессор, Заслуженный деятель науки НКР.

## Биография
Родился 24 марта 1947 года в городе Шуша, Шушинский район, Нагорно-Карабахская АО, Азербайджанская ССР. В 1965 году окончил школу рабочей молодёжи № 2 в Степанакерте
В 1967 году окончил музыкальное училище по классу инструмента тар. В 1967—1969 года преподавал игру на нём в музыкальной школе в Мардакерте учителем, а также работал музыкантом оркестра в Государственном ансамбле песни и танца Нагорного Карабаха.
В 1969—1974 года обучался на историческом факультете Саратовского государственного университета, в 1975—1978 году в аспирантуре там же. В 1978 году защитил диссертацию на соискание учёной степени кандидата исторических наук под руководством профессора А. И. Авруса.
В 1987—1989 года являлся деканом исторического факультета Степанакертского педагогического института. В 1989—1990 годах являлся главой идеологического отдела в Комитете по особому управлению Нагорно-Карабахской АО.
В 1992—2013 годах работал в Арцахском государственном университете в Степанакерте, являлся деканом исторического
факультета, проректором по учебной части, а в 2008—2013 годах — ректором.
По состоянию на 2019 год работал директором Арцахского научного центра.

## Награды
- Дипломы первой степени на Всесоюзных конкурсах по общественным наукам среди студентов (1972, 1974).
- Диплом второй степени на Всесоюзном конкурсе молодых исполнителей на народных музыкальных инструментах в Воронеже (1973).
- Дважды лауреат премии правительства НКР имени Егише в номинации «декоративное искусство» (1996, 2006).
- Медалью «Вачаган Барепашт» (НКР, 2005).
- Золотая медаль Ереванского государственного университета (2009).
- Золотая медаль Арцахского государственного университетf (2009).
- Золотая медаль Национального аграрного университета Армении (2010)
- Золотая медаль Министерства образования и науки Армении (2012).